# Lyrfåfoting
Lyrfåfoting (Scleropauropus lyrifer) är en mångfotingart som beskrevs av Paul Auguste Remy 1936. Lyrfåfoting ingår i släktet hårdfåfotingar, och familjen fåfotingar. Arten har ej påträffats i Sverige. Inga underarter finns listade i Catalogue of Life.